# Berlin-Klasse
Die Einsatzgruppenversorger der Klasse 702 (EGV), auch Berlin-Klasse, sind Versorgungsschiffe der Deutschen Marine, die der logistischen und sanitätsdienstlichen Unterstützung gemischter Einsatzgruppen dienen. Sie sind die größten Schiffe der deutschen Marine und nach Städten benannt, in denen deutsche Parlamente ihren Sitz hatten oder haben. In Kanada wurde in einem Wettbewerb das Design der Berlin-Klasse am 2. Juni 2013 für die zwei neuen „Joint Support Ships“ (Protecteur-(II)-Klasse) der Royal Canadian Navy ausgewählt.

## Allgemeines
EGV versorgen Schiffe mit Betriebsstoffen, Verbrauchsgütern, Proviant und Munition und sind so ausgerüstet, dass sie diese Güter während der Fahrt von Schiff zu Schiff übergeben können. Zwei Hubschrauber dienen dem Transport von Personen und Material.
Die Deutsche Marine besitzt drei Einsatzgruppenversorger, Typschiff ist der Versorger Berlin (A 1411). Die Berlin wurde am 30. April 1999 getauft, am 11. April 2001 erfolgte die Indienststellung. Die Frankfurt am Main wurde am 5. Januar 2001 durch die Frankfurter Oberbürgermeisterin Petra Roth getauft und am 27. Mai 2002 in Dienst gestellt. Daraufhin wurden die letzten drei verbliebenen älteren Versorger der Lüneburg-Klasse außer Dienst gestellt.
Die Beschaffung des dritten Schiffs wurde am 17. Dezember 2008 bewilligt. Es wurde am 17. April 2012 in Emden auf den Namen Bonn getauft und am 13. September 2013 in Dienst gestellt.
Der Kaufpreis des dritten Schiffes umfasst ein größeres Leistungspaket, das neben der Herstellung der Versorgungsreife technische Verbesserungen und eine zusätzliche Radaranlage für die Hubschrauberleitung für alle drei Schiffe enthält. Er ist mit ca. 350 Millionen Euro etwa dreimal so hoch wie bei den beiden ersten Schiffen. Weitere Modifikationen der Bonn betreffen die Antriebsanlage, die elektrische Energieerzeugung, die Sanitätseinrichtungen, das Rettungssystem und die Beiboote.
In den kommenden Jahren werden alle drei Einsatzgruppenversorger umfassend modernisiert.

## Ausrüstung und Bewaffnung

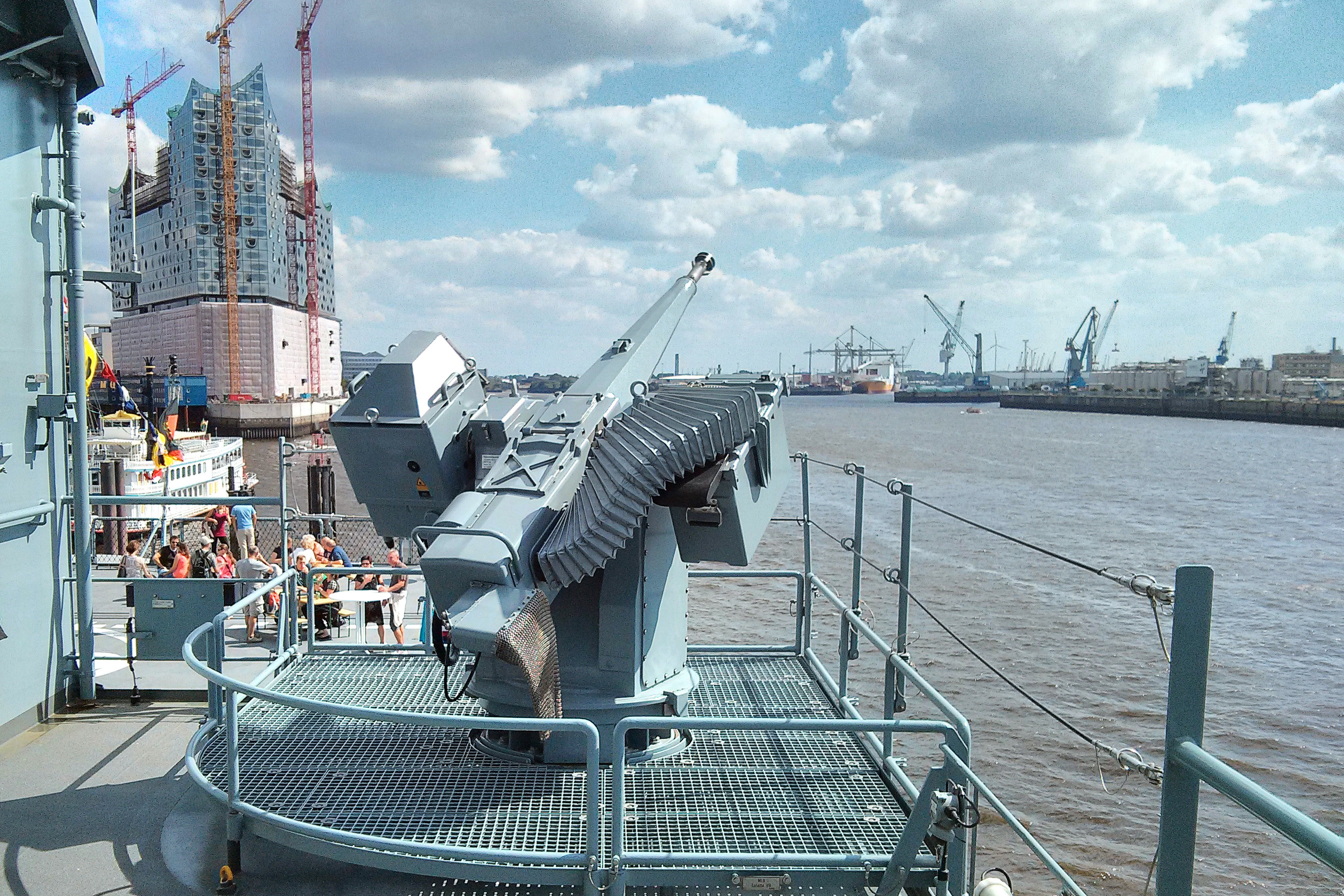
Geschütz an Backbord Heck der Bonn

Zur Selbstverteidigung sind die EGV der Marine mit vier Marineleichtgeschützen MLG 27 und vier schweren Maschinengewehren bewaffnet. Außerdem werden MANPADS und bei Bedarf auch zwei NH90 NTH Sea Lion mitgeführt. Die Bordhubschrauber dienen vorrangig Rettungseinsätzen, können aber auch Versorgungsgüter vom Schiff transportieren und sind zu ihrem eigenen Schutz mit einem Maschinengewehr M3M und Täuschsystemen ausgestattet. Das Flugdeck erlaubt auch den Einsatz größerer Hubschrauber.

## Versorgungseinrichtungen
Mit dem Ladegeschirr der EGV können Versorgungsgüter während der Fahrt und im Hafen unabhängig umgeschlagen werden.
Die Beladungskapazität der EGV beträgt:
- 84 Containerstellplätze
- Transportkapazität:
  - 7600 t Schiffsdiesel,
  - 490 t Flugkraftstoff,
  - 126 t Schmieröl,
  - 71 t Frischwasser,
  - 100 t Verbrauchsgüter,
  - 1075 t Festgüter
  - 230 t Proviant

Die EGV können außerdem die Entsorgung von Abwasser und Müll der versorgten Einheiten übernehmen.

## Sanitätsdienstliche Ausstattung
Zur sanitätsdienstlichen Unterstützung konnten die EGV mit einem so genannten Marineeinsatzrettungszentrum (MERZ) ausgerüstet werden. Nach dem Brand eines der Containersätze stand nur noch der für die Berlin zur Verfügung. Das MERZ-System bestand aus einem Verbund von 26 ISO-Spezialcontainern, die ein zweigeschossiges Deckshaus bilden und an das Bordversorgungsnetz angeschlossen wurden. Darin befinden sich Untersuchungszimmer, Operationsräume, Diagnose- und Therapieeinrichtungen sowie Labore. In einer Bettenstation unterdeck anstelle eines Laderaumes und dem Schiffslazarett können insgesamt 43 Personen untergebracht werden.
Auf der Frankfurt ist seit 2022, auf der Berlin seit 2024 ein neues MERZ fest installiert, das als integriertes MERZ (iMERZ) bezeichnet wird. Die Bonn soll 2025 ein iMERZ bekommen. Ein iMERZ verfügt über eine Krankenstation, zwei OP-Säle, einen Röntgenraum, eine zahntechnische Abteilung und diverse Labore.
Für ihren Einsatz im Rahmen der NATO-Aktivität in der Ägäis ab April 2020 während der COVID-19-Pandemie wurde die Berlin zeitweise mit einer Einrichtung zur Corona-Testung ausgestattet, die von Spezialisten des Schifffahrtmedizinischen Instituts der Marine betrieben wurde.

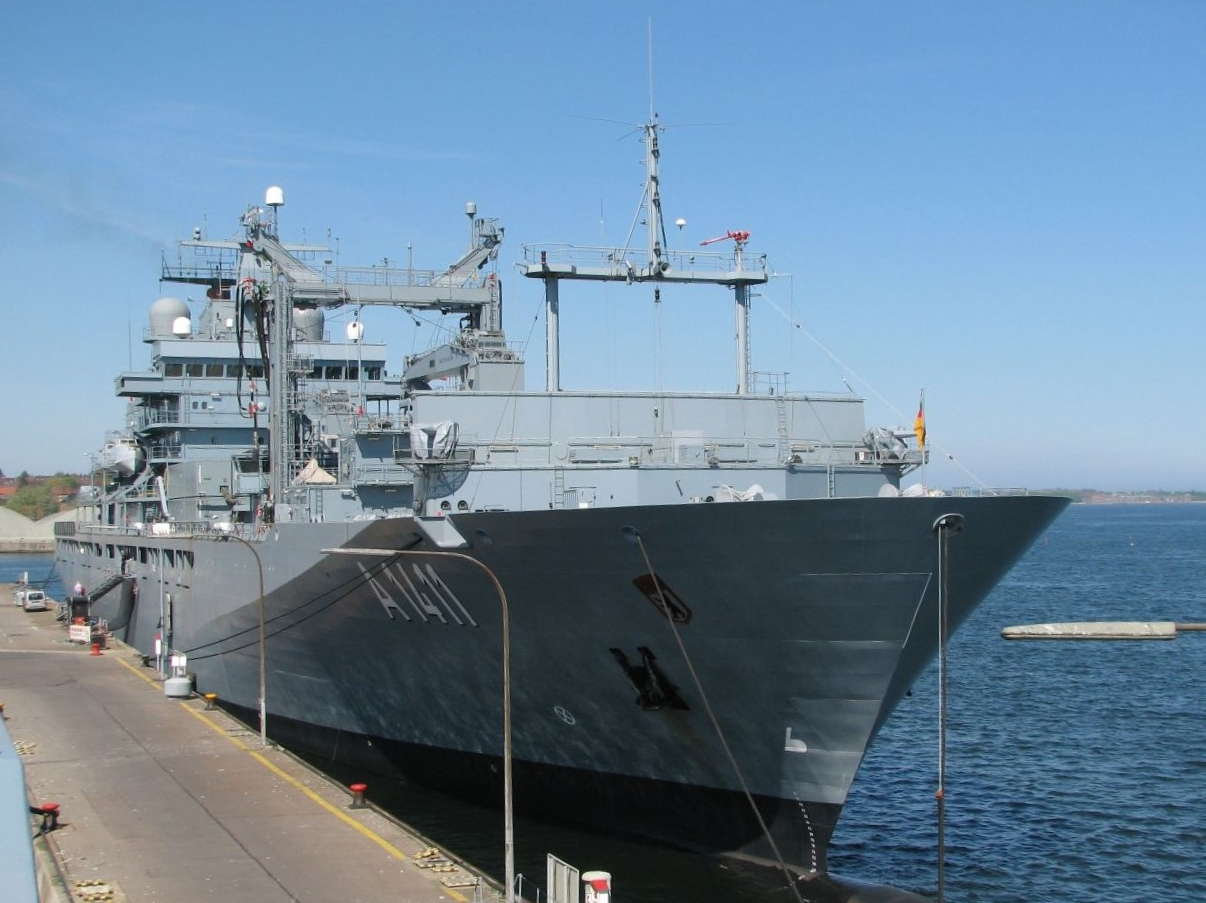
Bug der Berlin (A1411)
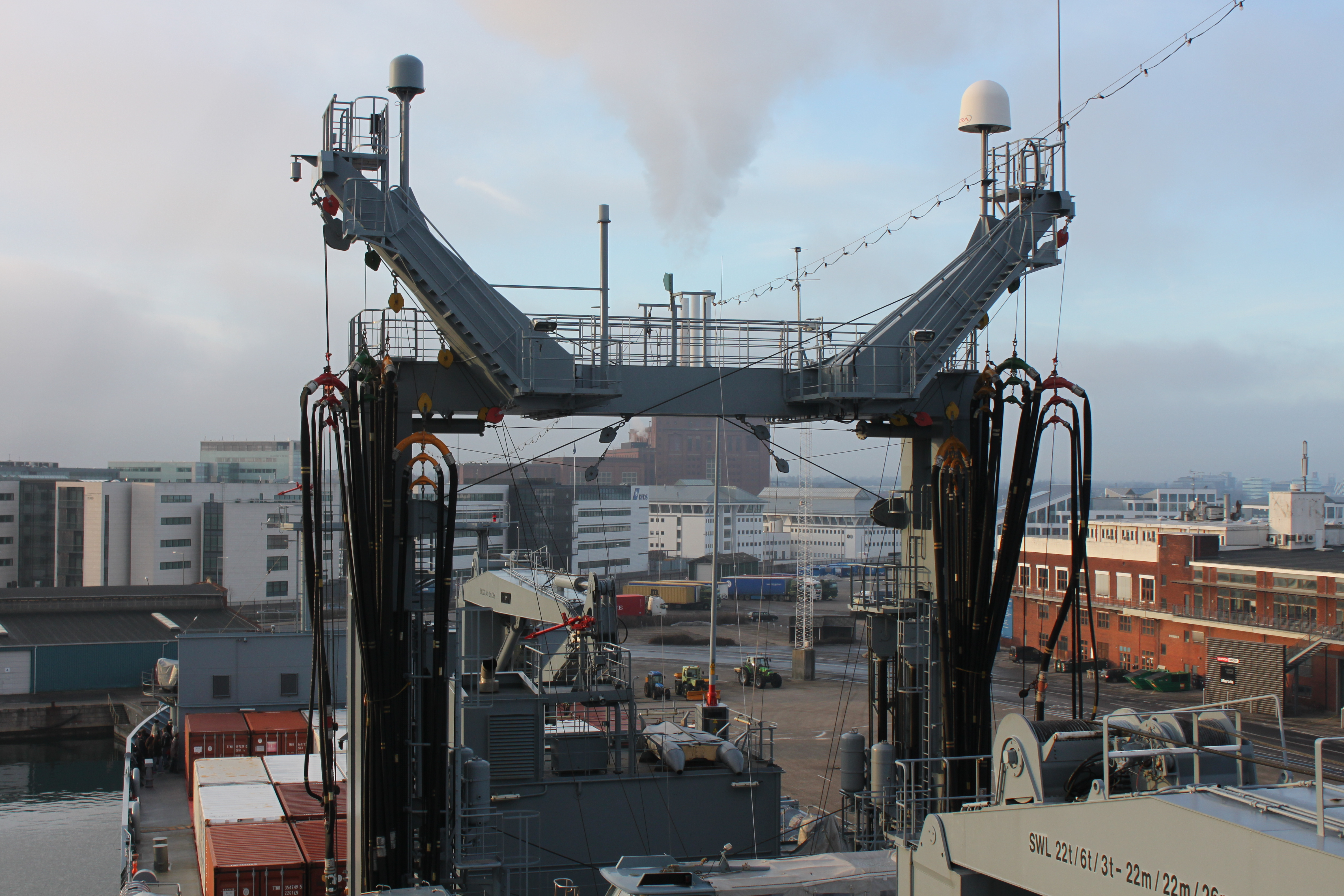
Seeversorgungsstationen und Krane der Berlin
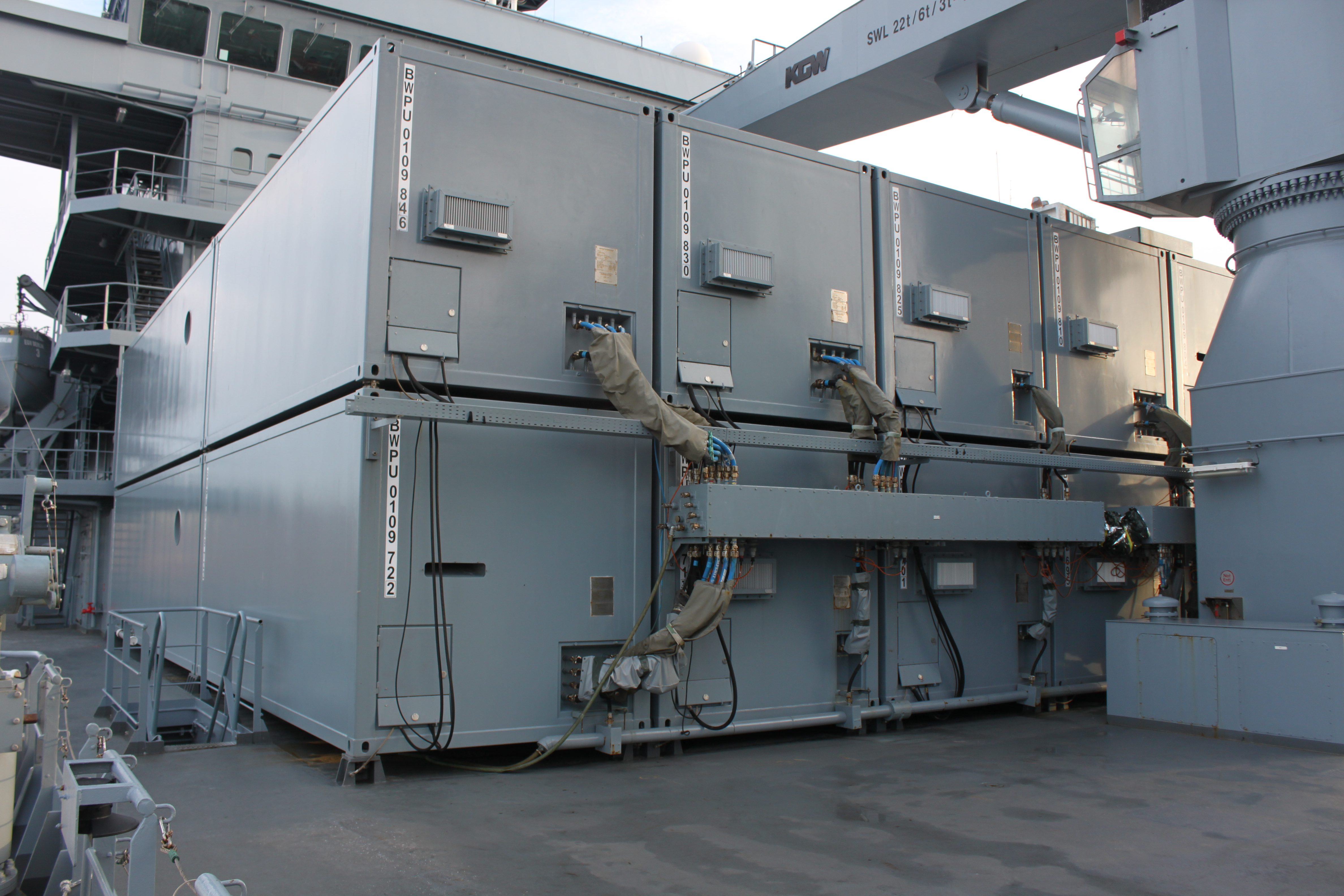
„MERZ“ an Deck der Berlin
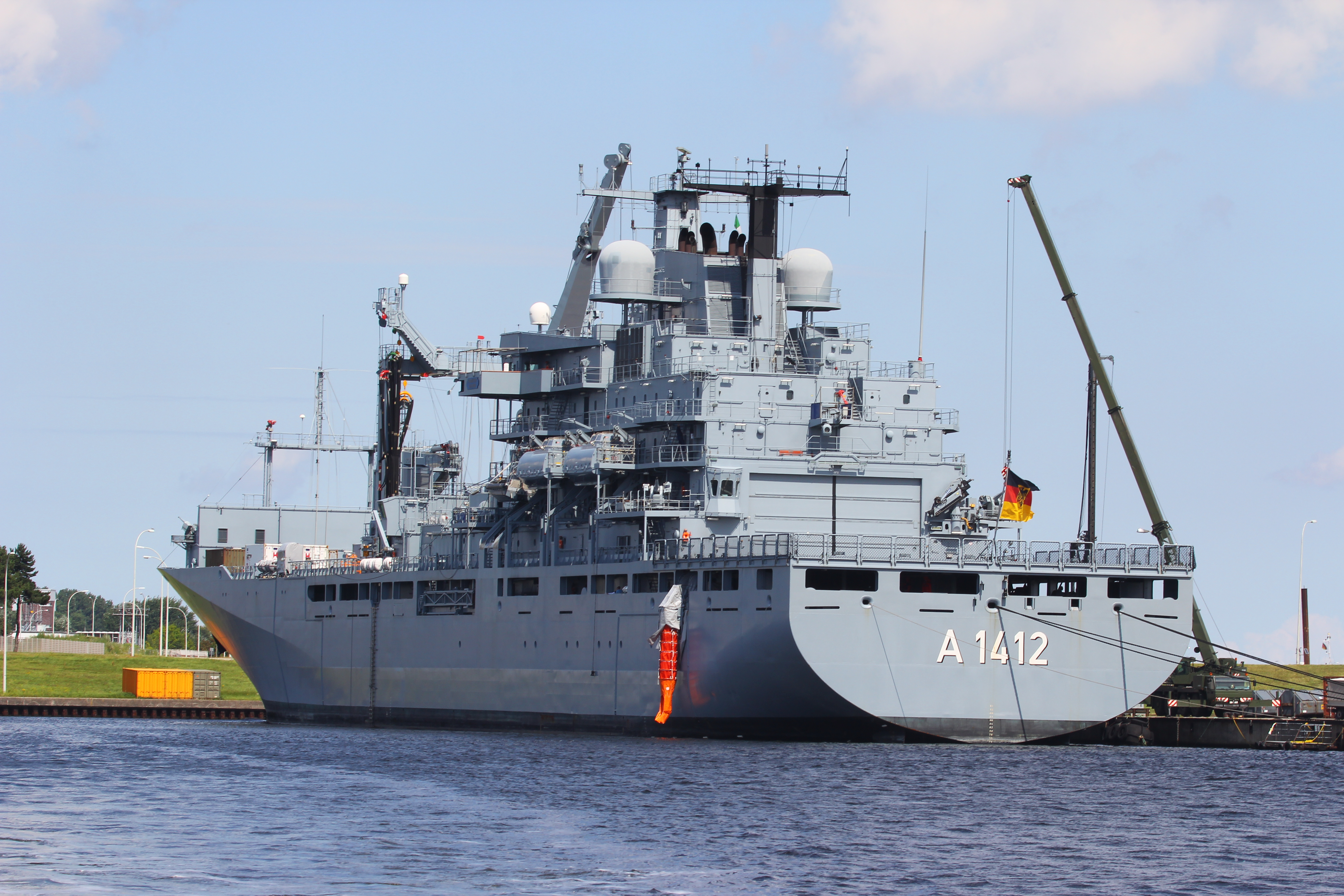
Flugdeck und Hangar der Frankfurt am Main

## Einheiten
Deutschland
Die Deutsche Marine betreibt drei Versorger, die alle dem Trossgeschwader in Wilhelmshaven unterstellt sind.
| Kennung | Name              | Rufzeichen | Werft                                      | Stapellauf     | Indienststellung   |
| ------- | ----------------- | ---------- | ------------------------------------------ | -------------- | ------------------ |
| A 1411  | Berlin            | DRKA       | Flensburger Schiffbau-Gesellschaft (FSG)   | 30. April 1999 | 11. April 2001     |
| A 1412  | Frankfurt am Main | DRKB       | Flensburger Schiffbau-Gesellschaft (FSG)   | 5. Januar 2001 | 27. Mai 2002       |
| A 1413  | Bonn              | DRKC       | Peene-Werft, FSG, TKMS (Nordseewerke), FLW | 27. April 2011 | 13. September 2013 |

 Kanada
Zwei Versorgereinheiten werden durch die Seaspan Marine Corporation in Vancouver gebaut. Sie sollen die beiden Schiffe der Protecteur-(I)-Klasse ersetzen. Die Einheiten sollten ursprünglich nach der Schlacht von Queenston Heights sowie der Schlacht am Châteauguay benannt werden und 2017 einsatzfähig sein. Aufgrund massiver Verzögerungen erhalten sie letztendlich die Namen der 2015/2016 außer Dienst gestellten Vorgängerschiffe. Die kanadische Regierung geht davon aus, dass die Schiffe ab 2025 ausgeliefert werden. Das erste Schiff wurde am 16. Januar 2020 auf Kiel gelegt.
| Kennung | Name                                      | Werft                                       | Kiellegung       | Stapellauf | Indienststellung | Bemerkungen |
| ------- | ----------------------------------------- | ------------------------------------------- | ---------------- | ---------- | ---------------- | ----------- |
|         | HMCS Protecteur (ursprünglich Queenston)  | Seaspan Marine Corporation, North Vancouver | 16. Januar 2020  |            |                  | im Bau      |
|         | HMCS Preserver (ursprünglich Châteauguay) | Seaspan Marine Corporation, North Vancouver | 27. Oktober 2023 |            |                  | im Bau      |